# Melânia Gomes
Melânia Gomes (Tomar, 1 de Outubro de 1984) é uma atriz e apresentadora de televisão portuguesa.

## Biografia
Nasceu em Tomar, mas cresceu na cidade de Viana do Castelo.
Com 4 anos foi raptada pelo próprio pai depois de este a ter ido buscar a casa das tias.
Melânia Gomes descobre a sua paixão pelo teatro aos 4 anos, num "espectáculo" ainda no infantário. A sua primeira memória é a representar: fazia de sol. 
Ainda pequena, começa a fazer teatro na Companhia de Teatro O Trapo, grupo de teatro amador, sob a direcção de Lucílio Valdez e Dantas Lima, em Viana do Castelo, terra que a viu crescer. Chega a fazer uma tourné à Madeira, com O Velho da Horta de Gil Vicente.
Na escola, escreve e encena peças, que chegam a ser gravadas em estúdio. Organiza eventos, declama poesia, sempre muito activa e interveniente na sua escola e comunidade.
Aos 18 anos parte para Lisboa à procura de um sonho: ser actriz. É aceite numa audição, e começa a fazer teatro amador de Revista na Academia de Santo Amaro. No mesmo ano é aceite na audição do Teatro Maria Vitória, passando a profissional em Setembro de 2003.
Foi actriz residente em várias Revistas do Parque Mayer: Vá 'pra Fora ou vai Dentro, Arre Potter qu'é Demais!, A Revista é Liiiinda!, Já Viram Isto?!, Hip Ho'Parque, Piratada à Portuguesa e Agarra que é Honesto.
Na área do teatro colaborou igualmente com a Companhia de Teatro de Almada, na peça de teatro televisivo Dom Perlimplim com Belisa em seu Jardim, de Garcia Lorca,  no papel de Belisa (2009), e em O Carteiro de Neruda, de Antonio Skármeta, no papel de Beatriz (2012), ambas encenadas pelo saudoso Joaquim Benite.
Em 2008 é homenageada com o Prémio Máscaras de Ouro, distinção máxima no Teatro de Revista, pelas mãos de Hélder Freire Costa. 
Nos primeiros anos de actividade na televisão, participou ainda em vários telefilmes e curtas-metragens, videoclips e campanhas publicitárias (com destaque para a do Banco Montepio em 2008\2009). Em 2008 é considerada uma das Mais Belas de Portugal e convidada para ser embaixadora de várias marcas.
Fez o seu primeiro monólogo no Teatro Estúdio Mário Viegas, em 2012, com um projecto muito especial e pessoal chamado "SILVINA GODINHO". Volta ao Teatro Maria Vitória como cabeça de cartaz em 2012\2013, com a Revista Humor com Humor se Paga!.
Logo após a sua estreia no Teatro Maria Vitória é convidada por Camilo de Oliveira para participar no seu regresso à televisão com a serie Camilo em Sarilhos, para a SIC, onde se estreou em televisão. Para o canal, seguem-se outros projetos como Os Malucos do Riso, Maré Alta e Floribella.
Estreia-se na RTP, em 2006, na série Câmara Café, tendo, em 2007, integrado o elenco de A Minha Família.
Em 2007, fez a sua primeira participação na TVI, na novela Deixa-me Amar. Entre 2009 e 2010 surpreende o grande público com a personagem Penélope, na telenovela Deixa Que Te Leve, na TVI uma cozinheira galega que se apaixona por um Lobisomem. Em 2011, atinge o auge de popularidade com a personagem Catarina, na telenovela Espírito Indomável, a proprietária dum restaurante que não sabe de quem é o pai da sua criança.
Durante vários anos deu a  cara por uma das Marchas Populares de Almada, sendo ela a Madrinha de A Tarrafa - Associação Cultural e Recreativa da Trafaria, tendo a felicidade de no ano em que se estreou como Madrinha desta Marcha, ser campeã, de seguida no ano de 2009 ficaram em segundo lugar e em 2010, em terceiro lugar. Foi madrinha da Marcha de São Vicente, durante vários anos, nas Marchas populares de Lisboa.
Além do teatro, cinema e telão, fez várias dobragens e locuções. É a voz de companhia da M&M's, e a voz da personagem "Izzy Fuentes" da séria juvenil "I'm in the Band", transmitida pelo Disney Channel.
Em 2011, reforçou o elenco da telenovela da TVI, Anjo Meu.
No cinema fez o seu primeiro grande papel, em 2013, com o filme 7 Pecados Rurais, realizado por Nicolau Breyner, ao lado de João Paulo Rodrigues, Patrícia Tavares, Nicolau Breyner, José Raposo, entre outros. A participação de Melânia neste filme, valeu-lhe o prémio de melhor atriz principal, nos Prémios Áquila. No mesmo ano, esteve no elenco de Mundo ao Contrário, na TVI.
Em 2014, entra na longa-metragem de Edgar Pêra, Virados do Avesso. Ainda no cinema, em 2019, participa no filme Ladrões de Tuta e Meia.
Em 2016, integra o elenco de A Impostora e participa na quarta edição do programa A Tua Cara Não Me É Estranha, ambos na TVI. No ano seguinte, reforça a telenovela A Herdeira, para o mesmo canal.
Em 2020, é anunciado o seu regresso à SIC. No regresso à estação do Grupo Impresa, interpretou a personagem Rute Fernandes, na novela Amor Amor, em 2021. Além de reforçar a ficção do canal, tem sido aposta na área do entretenimento, estreando-se como apresentadora, também em 2021, no programa Estamos em Casa, seguindo-se Domingão, onde é apresentadora fixa, desde esse ano, ao lado de João Baião, Débora Monteiro ou João Paulo Sousa.
Entre 2021 e 2023, fez parte do elenco da peça de teatro Monólogos da Vagina, ao lado de Teresa Guilherme e Marta Andrino.
Presidiu à Comissão de Honra da Romaria de Nossa Senhora da Agonia, a convite de Luís Nobre, Presidente da Câmara Municipal de Viana do Castelo, em 2021.
Em 2022, foi uma das apresentadoras de Olhá SIC e, Rosa Silva na telenovela Sangue Oculto. Mais tarde, apresenta Feriadão e entra em Papel Principal (2023).

## Teatro
- 2023-presente - SOLTEIRA CASADA VIÚVA DIVORCIADA, de Noemi Marinho, Maria Adelaide Amaral, Luiz Arthur Nunes e Regiana Antonini, com encenação de Mário Redondo.

- 2021-2023  - Teatro Politeama: Os Monólogos da Vagina de Eve Ensler, com encenação de Paulo Sousa Costa.
- 2012-2013 – Parque Mayer, no Teatro Maria Vitória: "Humor com Humor se Paga" de Mário Rainho, Carlos Mendonça e Flávio Gil, com encenação de Mário Rainho.
- 2012 – Teatro Municipal Mário Viegas – “Comunicado à População de Portugal por Silvina Godinho” de Alexandre Ferreira, (a partir do alter ego Silvina Godinho criado pela actriz), encenação de Mário Redondo.
- 2012 – Teatro Municipal de Almada – “O Carteiro de Neruda” de Antonio Skármeta, encenação de Joaquim Benite.
- 2009-2010 – Parque Mayer, no Teatro Maria Vitória: "Agarra Que é Honesto" de Francisco Nicholson e João Quadros, com encenação de Francisco Nicholson. Transmitida pela TVI.
- 2008-2009 – Parque Mayer, no Teatro Maria Vitória: "Piratada à Portuguesa" de Francisco Nicholson e Marina Mota. Encenação de Marina Mota. Transmitida pela TVI.
- 2007-2008 – Parque Mayer, no Teatro Maria Vitória: “Hip Hop’Arque” de Francisco Nicholson e Tiago Silva Torres. Encenação de Marina Mota. Transmitida pela TVI.
- 2007 – Teatro Independente de Oeiras: “Desculpem, metemos água”. Escrita de Luís Viegas, encenação de Carlos d’Almeida Ribeiro.
- 2006-2007 – Parque Mayer, no Teatro Maria Vitória: Já viram isto?! de Francisco Nicholson, Lourenço Henriques e Isabel da Mata. Encenação de Francisco Nicholson. Transmitida pela TVI.
- 2005-2006 – Parque Mayer, no Teatro Maria Vitória: A Revista é Liiiinda!!! de Mário Raínho, Nuno Nazareth Fernandes, Francisco Nicholson e Carlos Mendonça. Encenação de Mário Rainho. Transmitida pela TVI.
- 2004-2005 – Parque Mayer, no Teatro Maria Vitória: Arre Potter qu’é demais! de Herman José, Nuno Nazareth Fernandes e Mário Rainho. Encenação de Mário Rainho. Transmitida pela TVI.
- 2003-2004 – Parque Mayer, no Teatro Maria Vitória: Vá ‘pra fora ou vai dentro! de Mário Raínho (autor e encenador) / Serginho (co-autor). Transmitida pela TVI.
- 2003 – Teatro Amador, Academia de Santo Amaro: “Queres fiado? Toma!”, textos de Henrique Santana e encenação de Paulo Vasco.
- 1990-1998 – Teatro Amador, no grupo “O Trapo” de Viana do Castelo, encenada por Lucilo Valdez, Dantas Lima e Alexandre de Sousa Passos, fez várias peças de teatro, das quais O Velho da Horta de Gil Vicente, com turné pela Madeira.

## Televisão
| Ano                    | Projeto                                   | Papel                       | Notas                           | Canal |
| ---------------------- | ----------------------------------------- | --------------------------- | ------------------------------- | ----- |
| 2004                   | Maré Alta                                 | Passageira                  | Participação Especial           | SIC   |
| 2005                   | Os Malucos na Praia                       | Vários Papéis               | Elenco Principal                | SIC   |
| 2005                   | Os Malucos do Riso                        | Vários Papéis               | Participação Especial           | SIC   |
| 2005                   | Camilo em Sarilhos (1.ª série)            | Sandra                      | Participação Especial           | SIC   |
| 2006                   | Camilo em Sarilhos (2.ª série)            | Sandra                      | Participação Especial           | SIC   |
| 2006                   | Floribella                                | Jéssica                     | Elenco Adicional                | SIC   |
| 2006                   | Câmara Café                               | Alexandra Valente           | Elenco Principal                | RTP1  |
| 2007                   | A Minha Família                           | Marta                       | Elenco Adicional                | RTP1  |
| 2007                   | Tu e Eu                                   | Marta                       | Elenco Adicional                | TVI   |
| 2008                   | Deixa-me Amar                             | Joana                       | Elenco Adicional                | TVI   |
| 2008                   | Casos da Vida                             | Maria das Dores «Diabolika» | Série; Episódio "Divino Pecado" | TVI   |
| 2008 - 2009            | Flor do Mar                               | Isabel Dias                 | Elenco Adicional                | TVI   |
| 2009 - 2010            | Deixa Que Te Leve                         | Penélope Bívar              | Elenco Principal                | TVI   |
| 2010 - 2011            | Espírito Indomável                        | Catarina Machado            | Elenco Principal                | TVI   |
| 2011                   | Redenção                                  | Maria Salgado               | Elenco Principal                | TVI   |
| 2011 - 2012            | Anjo Meu                                  | Lúcia Barbosa               | Elenco Principal                | TVI   |
| 2012                   | Ela Por Ela                               | Teresa                      | Elenco Principal                | TVI   |
| 2013                   | Mundo ao Contrário                        | Marisa Nunes                | Elenco Principal                | TVI   |
| 2013                   | Destinos Cruzados                         |                             | Elenco Adicional                | TVI   |
| 2014                   | Mar Salgado                               | Maria José «Bento» Correia  | Elenco Adicional                | SIC   |
| 2014                   | Água de Mar                               | Ester Tavares               | Elenco Adicional                | RTP1  |
| 2016 - 2017            | A Impostora                               | Vânia Tavares               | Elenco Principal                | TVI   |
| 2016 - 2017            | A Tua Cara Não Me É Estranha (4.ª edição) | Ela Própria                 | Concorrente                     | TVI   |
| 2017 - 2018            | A Herdeira                                | Tina Barbosa                | Elenco Principal                | TVI   |
| 2017                   | Ministério do Tempo                       | Marisa                      | Elenco Adicional                | RTP1  |
| 2019                   | Feitios                                   | Bela                        | Elenco Principal                | RTP1  |
| 2021 - 2022            | Amor Amor                                 | Rute Silva Fernandes        | Elenco Principal                | SIC   |
| 2021                   | Estamos em Casa                           | Ela Própria                 | Apresentadora                   | SIC   |
| 2021 / 2022 - presente | Domingão                                  | Ela Própria                 | Apresentadora                   | SIC   |
| 2022 - 2024            | Domingão                                  | Silvina Godinho             | Sketches Cómicos                | SIC   |
| 2022 - 2024            | Festival da Comida Continente             | Ela Própria                 | Apresentadora                   | SIC   |
| 2022 - 2023            | Olhá SIC                                  | Ela Própria                 | Apresentadora                   | SIC   |
| 2022 - 2023            | Sangue Oculto                             | Rosa Silva                  | Elenco Principal                | SIC   |
| 2023 - 2024            | Feriadão                                  | Ela Própria                 | Apresentadora                   | SIC   |
| 2023 - 2024            | Papel Principal                           | Daniela Teixeira            | Elenco Principal                | SIC   |
| 2023                   | A Casa da Aurora                          | Bruna Silva                 | Elenco Principal                | SIC   |
| 2023                   | Hell's Kitchen - Famosos (1.ª temporada)  | Ela Própria                 | Concorrente                     | SIC   |
| 2025                   | Vitória                                   | Bárbara                     | Elenco Principal                | SIC   |

### Especiais / Outros
| Ano  | Projeto                | Função                                                            | Canal |
| ---- | ---------------------- | ----------------------------------------------------------------- | ----- |
| 2022 | Cantor Ou Impostor?    | Concorrente Convidada                                             | SIC   |
| 2022 | Olhá SIC com a Seleção | Apresentadora                                                     | SIC   |
| 2023 | Vale Tudo - Especial   | Concorrente Convidada                                             | SIC   |
| 2023 | Salve-se Quem Puder    | Capitã de Equipa                                                  | SIC   |
| 2023 | Feliz Natal            | Apresentadora, ao lado de Débora Monteiro, Micaela e Miguel Costa | SIC   |
| 2024 | Parece Impossível!     | Concorrente                                                       | SIC   |
| 2024 | Chefs da Nossa Terra   | Embaixadora da equipa de Viana do Castelo                         | RTP1  |

## Cinema
- 2007 – Curta-metragem, "Ad Aeternum", realizada por João Dias.
- 2009 – Curta-metragem, "Entre Laços", realizada por Catarina Silva, Dominique Marques e Tânia Gonçalves.
- 2009 – Curta-metragem, "A Morte de Nárciso", realizada por Luísa Cabral, Luísa Rocha, Ricardo Constantino e Rita Máximo.
- 2013 – Filme, "7 Pecados Rurais", realizado por Nicolau Breyner.
- 2014 - Longa-metragem, "Virados do Avesso", realizada por Edgar Pêra.
- 2019 - Longa-metragem, "Ladrões de Tuta e Meia", realizado por Hugo Diogo.
- 2022 - Longa-metragem, "2 Duros de Roer", realizado por Victor Santos.

## Publicidade
- 2009/2013 – Voz de companhia da M&M's.
- 2008 – Montepio: Rosto do banco.
- 2008 – Protagonista do novo site da "missão axe 3" da AXE.
- 2008 – Protagonista do filme Miss Could do IKEA.
- 2006 –	Videoclip do álbum "Porto de Abrigo" do cantor Beto, produzido pela Briskman.